# Yavné
Yavné ou Yabné ou Yabneh (en hébreu : יבנה, en arabe : يبنة Yibnah; en ancien français : Ibelin) est une ville du District centre d'Israël.

## Histoire
Après la destruction du second temple de Jérusalem par les Romains en l'an 70, Yohanan ben Zakkaï obtint de Rome que le Sanhédrin soit déplacé à Yavné (Iamnia en latin). Plusieurs yeshivot se développèrent dans la ville, connues comme l'« école de Yavné ». On voit là l'origine du judaïsme rabbinique.
Le vin de Yavné « vin de Gaza et d'Ashkelon » (car expédié des ports de Gaza et d'Ashkelon) était commercialisé sous l'Empire byzantin dans le bassin méditerranéen et était présent à la table des empereurs byzantins,.
Aux six siècles romano-byzantins succèdent les trois décennies perses (603-628) suivies par la conquête arabe musulmane. En 1141, les croisés fondent là des États « latins » et construisent un château à Yavné, capitale de la seigneurie d'Ibelin au cœur du royaume de Jérusalem, conquis par Saladin en 1186. Au terme de ces guerres et durant les sept siècles suivants, il ne reste plus guère que des agriculteurs et éleveurs arabes musulmans à Yibnah, modeste village ottoman jusqu'en 1918, placé sous mandat britannique jusqu'en 1948 puis vidé de sa population au cours de la première guerre israélo-arabe.
La ville israélienne moderne de Yavné fut construite à proximité de ce site. Ses premiers habitants sont des juifs sauvés de Bulgarie. En 1986, Yavné reçoit le statut de ville : son premier maire est Méir Chétrit. La ville choisit trois symboles pour ses armoiries : un livre symbolisant la relation de la ville avec le Tanakh et la tradition juive, l'arc-en-ciel symbolisant l'espérance, et le tombeau du rabban Gamaliel de Yavné symbolisant la mémoire retrouvée de la ville.
Le 11 octobre 2021, l'Autorité des antiquités révèle qu'au cours de fouilles effectuées pendant deux ans à Yavné, des archéologues ont mis au jour un immense site de production industrielle de vins remontant au VIe siècle. Les chercheurs ont découvert cinq pressoirs utilisés pour le foulage des raisins, deux cuves servant à recueillir le moût, ainsi que des fours à poterie pour la cuisson des amphores,.

## Jumelage
- Spire (Allemagne) depuis 1998
- Le Raincy (France) depuis 2006

## Hommage
En 1948 à Paris, le grand-rabbin de France Jacob Kaplan créa un lycée juif qu’il appela « École Yabné » en souvenir de l’école fondée par Yohanan ben Zakkaï au moment où Jérusalem allait être détruite. Elle est située maintenant dans le 13e arrondissement parisien et accueille près de 500 collégiens et 380 lycéens.

## Personnalités nées à Yavné
- Omri Casspi, NBA - un joueur professionnel de basketball
- Elishay Kadir (né en 1987), un joueur professionnel de basketball
- Maor Melikson, un footballeur international israélien
- Ido Nehoshtan, commandant de la force aérienne et spatiale israélienne entre 2008 et 2012